# Teucrium scorodonia
Teucrium scorodonia és una espècie de planta herbàcia perenne de la família Lamiaceae natural del nord d'Irlanda i que és usada com planta ornamental.